# Phycus rufofemoralis
Phycus rufofemoralis är en tvåvingeart som först beskrevs av Krober 1933.  Phycus rufofemoralis ingår i släktet Phycus och familjen stilettflugor.
Artens utbredningsområde är Sudan. Inga underarter finns listade i Catalogue of Life.